# Църногория
Църногория (или Скопска Църногория, понякога книжовно Черногория, на македонска литературна норма: Црногорија, произнасяно Църногория) е историко-географска област в северната част на Северна Македония.
Областта обхваща 20-ина села в северната част на Скопското поле и южните склонове на планината Скопска Църна гора. Център на областта традиционно е село Кучевище.
В началото на 20-век в Църногорията си пробива път сръбската пропаганда и по-голямата част от населението е сърбоманско. Днес в областта има сръбско малцинство.